# 冰下湖

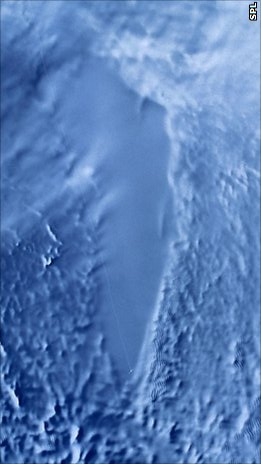
沃斯托克湖的衛星圖像（美國國家航空暨太空總署戈达德太空飞行中心）

冰下湖（英語：Subglacial lake）是位於冰川下的湖泊，通常位於冰帽或冰蓋下方。由於高壓環境下冰的熔點降低，上面的冰以每年數毫米的速度逐漸融化。融水流向低水壓區域並形成液態水體，可與外界分隔數百萬年。
自從南極冰蓋下的冰下湖被首次發現以來，南極洲、格陵蘭的冰蓋下方和冰島瓦特納冰原下有400多個冰下湖被發現。冰下湖佔了地球淡水的一部分，僅南極冰下湖的體積就約有10,000平方公里，約佔地球上液態淡水的15%。
冰下湖的生態系統與地球大氣層隔絕，含有活躍的嗜極微生物群落，能夠適應寒冷和低營養的條件，並促進不受太陽能量輸入的生物地球化學循環。冰下湖及其生物在天體生物學和尋找外星生命領域相當重要。

## 物理特性
由於地熱平衡了冰表面的熱量損失，所以冰下湖中的水能保持液態。上覆冰川的壓力導致水的熔點低於0°C。冰下湖的上限將位於水的壓力熔點與溫度梯度相交的水平處。因此在南極最大的冰下湖沃斯托克湖中，其湖上的冰比周圍的冰蓋厚得多。含高鹽的冰下湖，也因其含鹽量高，而保持液態。
並非所有常年被冰覆蓋的湖泊都可以稱為冰下湖，因為有些湖泊是被普通湖冰覆蓋，例如麦克默多干谷的邦尼湖和霍爾湖。

## 歷史
俄羅斯科學家彼得·克鲁泡特金於19世紀末首次提出南極冰蓋下可能存在液態淡水，他認為冰蓋底部的地熱能讓溫度達到冰的熔點。俄羅斯冰川學家伊戈爾·A·佐蒂科夫進一步提出了冰蓋下淡水的概念。截至2019年，南極洲有超過400個冰下湖被發現，不排除未來還有更多。格陵蘭、冰島和加拿大北部也發現了冰下湖。

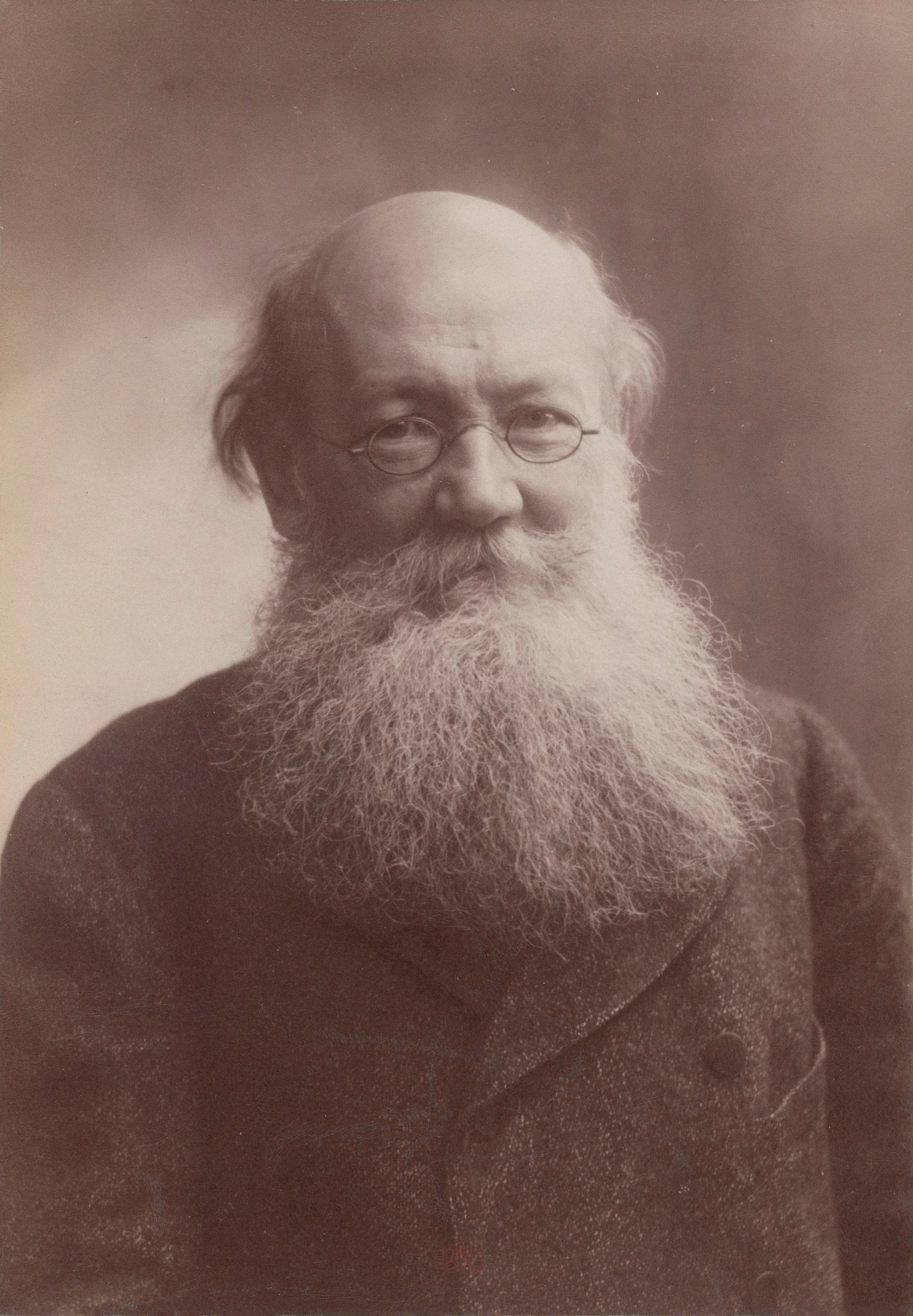
俄羅斯科學家彼得·克鲁泡特金首次提出冰下湖的概念

### 早期探索
為了對南極冰蓋進行廣泛的調查，俄羅斯地理學家兼探險家安德烈·彼得罗维奇·卡皮察在1959年和1964年四次蘇聯南極遠征中，兩次使用地震探測技術繪製了南極洲沃斯托克站下方地層。他收集的數據在30年後被使用，最終發現了位於冰層下的沃斯托克湖。
從1950年代末開始，英國物理學家史丹‧埃文斯（Stan Evans）和戈登‧羅賓（Gordon Robin）開始使用無線電回波探測（英語：radio-echo sounding）的技術來繪製冰厚度圖表。17個冰下湖泊使用此技術被記錄。格陵蘭島第一個冰下湖也被無線電回波探測發現。

### 衛星探勘
1990年代初，來自歐洲遙感衛星ERS-1的雷達高度計資料提供了南極洲至南緯82度的詳細地圖，進一步確定了南極冰下湖泊的地理分佈。2005年，勞倫斯·格雷（Laurence Gray）和冰川學家團隊開始根據雷達衛星數據解讀冰層表面的活動，表明冰下可能存在水文活躍的冰下湖。

## 靜壓密封
冰下湖中的水位可能遠高於地面。理論上，冰下湖甚至可以存在於山頂，只要其上的冰足夠薄以形成所需的靜水密封。浮動水位可以被認為是穿過冰進入湖中的鑽孔中的水位。它相當於在正常冰架上一塊冰漂浮的高度。當湖周圍的冰層太厚以至於等位面下降到不透水的地面時，就會形成靜水密封。然後，冰緣下方的水被靜壓密封壓回湖中。據估計，沃斯托克湖的冰緣只有7米，而浮面則高出湖面約3公里。
冰島的冰下湖泊是一個已知危害，因為火山活動可以產生足夠的融水來淹沒冰壩和湖封，並導致冰川潰決洪水。